# Skroń

Skroń człowieka

Skroń (łac. tempus l. mn. tempi) – boczna część głowy niektórych zwierząt.

## Owady
U niektórych owadów wyróżnia się skronie (tempi) jako boczne części głowy położone za oczami.

## Ssaki
U człowieka skroń stanowi boczną część głowy w okolicy której kostne rusztowanie czaszki tworzy kość skroniową. Tu też znajduje się otwór słuchowy zewnętrzny.
Pierwsze ślady siwienia włosów, będącego oznaką upływającego czasu, ujawniają się na skroniach, co też ma swoje odzwierciedlenie w jęz. łacińskim: łac. tempus – czas, temporalis – skroniowy.